# Enrique Zurita
Enrique Zurita Camps (Santiago, 8 de diciembre de 1915 - ibíd., 21 de junio de 2007), fue un abogado y juez chileno. Entre 1998 y 2006 fue senador designado.

## Biografía
Nació en Santiago, el 8 de diciembre de 1915, hijo de José Zurita Munné y Juana Campos González. Se casó en Santiago el 18 de abril de 1946 con Agustina Goyenechea Sáenz, de quien enviudó en 1990.
Realizó sus estudios secundarios en el Colegio Hispano Americano. A los 14 años y estando en Cuarto año de Humanidades tuvo que trabajar. Así lo hizo durante seis años, en distintas fábricas, tras lo cual finalizó su educación secundaria en el Liceo Nocturno Presidente Balmaceda del cual egresó en 1936. Ingresó a la Facultad de Ciencias Jurídicas de la Universidad de Chile y en 1937 se recibió de bachiller. Juró de abogado el 24 de mayo de 1944 con la tesis "Investigación biológica de la paternidad".
Durante casi veinte años ejerció el derecho en causas civiles. Ejerció su profesión entre 1944 y 1962. Por casi 22 años fue profesor de Derecho Penal en la Escuela de Carabineros, desde 1975 hasta 1997. En 1956 viajó a Europa a un Congreso de Abogados que se efectuó en París. En esta oportunidad también visitó Portugal, España, Italia e Inglaterra.
Fue socio del Club Deportivo Universidad de Chile.
Falleció en Santiago el 21 de junio de 2007, a la edad de 91 años.

## Carrera judicial
Su ingreso a la carrera judicial se produjo en 1963 como relator de la Corte de Apelaciones de Santiago el 4 de junio. El 9 de diciembre de 1969 fue nombrado relator, esta vez en la Corte Suprema.
Ministro de la Corte de Apelaciones de Santiago a partir del 16 de diciembre de 1974 y ministro de la Corte Suprema a partir del 21 de enero de 1985. Como tal y junto a otros integrantes de este Tribunal, tuvo que enfrentar dos acusaciones constitucionales. La primera en 1996 fue presentada por once diputados de la Concertación por "notable abandono de sus deberes" en el llamado "Caso Soria", relacionado con el homicidio del funcionario español Carmelo Soria. La segunda, año siguiente, deducida por parlamentarios del PS-PPD por la resolución adoptada por la Tercera Sala del Tribunal Superior, de la que formó parte, que en 1991 otorgó la libertad provisional al narcotraficante colombiano Luis Correa Ramírez. En ambas ocasiones las acusaciones fueron rechazadas en la Cámara de Diputados por amplia mayoría.
Fue miembro del Tribunal Calificador de Elecciones durante el quinquenio 1964-1969 y en el cuadrienio 1987-1991. también fue presidente de la Comisión Resolutiva Antimonopolios entre 1989 y 1997.
En 1998 fue nombrado por la Corte Suprema, senador designado, período 1998-2006. Sus intervenciones fueron principalmente en el ámbito de materias jurídicas, especialmente Derecho Penal y la Judicatura. Integró la Comisión Permanente de Derechos Humanos, Nacionalidad y Ciudadanía; la de Economía; la de Régimen Interior; y la de Transportes y Telecomunicaciones. Participó en la tramitación de leyes importantes, como la que modificó el régimen de filiación, la que estableció el nuevo Código Procesal Penal, y la ley sobre Probidad Administrativa de los Órganos del Estado.